# Ons Jabeur
Ons Jabeur (in arabo أُنْس جابر‎?; Ksar Hellal, 28 agosto 1994) è una tennista tunisina.
È stata la prima tennista araba ad essersi aggiudicata un titolo nel circuito WTA e a giocare i quarti di finale in un torneo del Grande Slam agli Australian Open 2020, primato successivamente migliorato ed esteso anche al continente africano con le tre storiche finali disputate a Wimbledon (2022 e 2023) e agli US Open (2022). Per il suo stile di gioco eccentrico ed estremamente vario si è assicurata un'immediata popolarità mediatica presso la comunità tennistica mondiale e ha contribuito ad accrescere la popolarità del tennis in Africa e nel mondo arabo.
Nel giugno 2022, in seguito alla vittoria del torneo di Berlino, ha raggiunto il suo best ranking alla 2ª posizione, diventando la prima tennista araba in assoluto (sia a livello maschile che femminile) a varcare la soglia delle migliori tre del mondo e la tennista africana con il più alto piazzamento di sempre.

## Biografia

### 2009-2017: esordi e prime vittorie Slam
Nel 2009 partecipò all'US Open 2009 - Doppio ragazze con Saisai Zheng. Nel 2010, arrivò in finale nell'Open di Francia 2010 - Singolare ragazze perdendo contro Elina Svitolina con il punteggio di 2-6 5-7; al doppio ragazze della stessa competizione arrivò ai quarti di finale, in coppia con la connazionale Nour Abbes. Partecipò all'Australian Open 2010 - Singolare ragazze e al doppio ragazze arrivando alle semifinali: la sua compagna nell'occasione fu Mónica Puig e persero contro Elina Svitolina e Irina Chromačëva con il punteggio di 4-6 1-6. Nel 2011 si è aggiudicata l'Open di Francia 2011 - Singolare ragazze battendo in finale la Puig col punteggio di 7–6(8) 6-1.

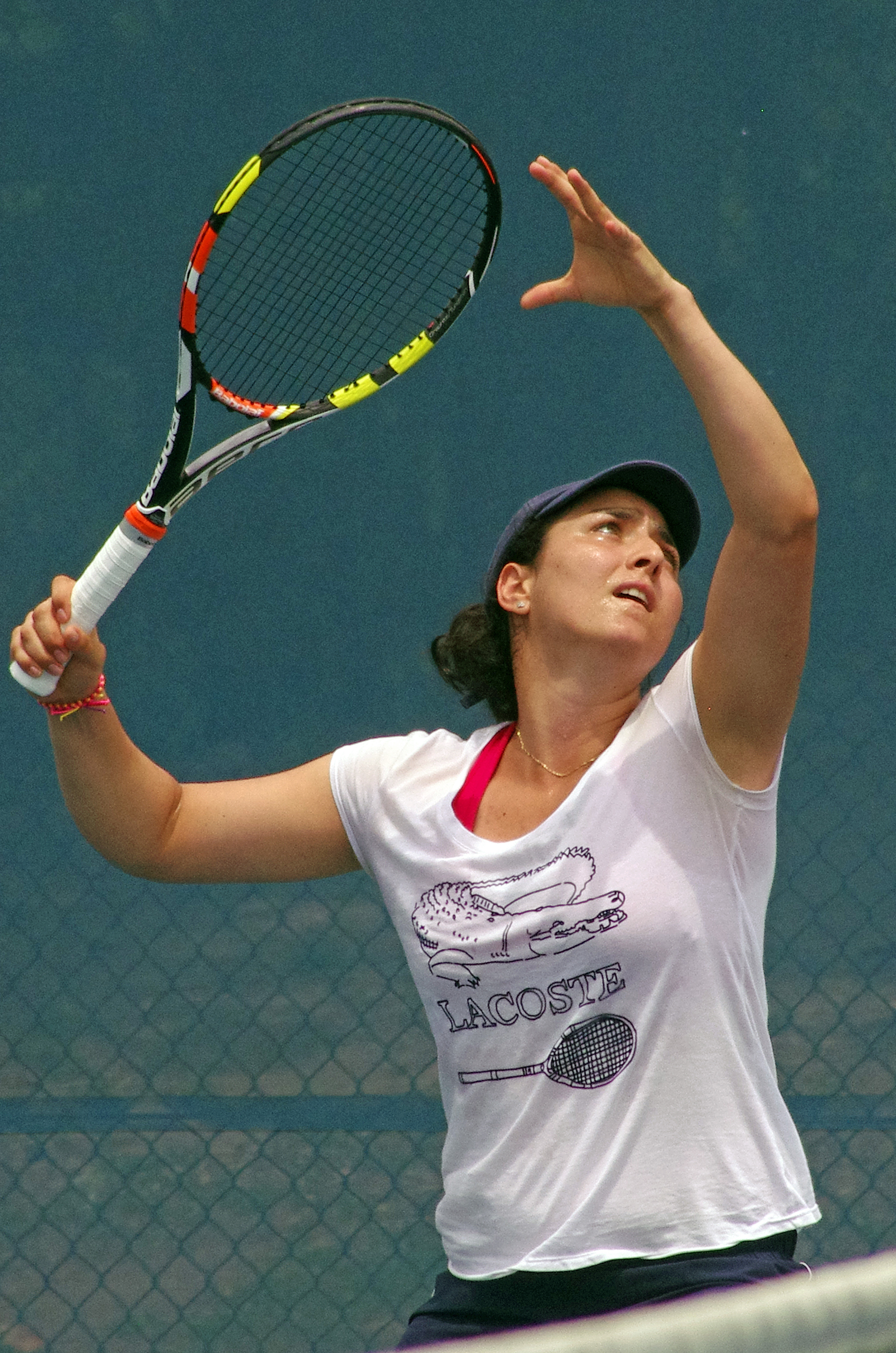
Ons Jabeur nel 2015

Nel 2012 e nel 2016 ha rappresentato il suo Paese ai Giochi olimpici come singolarista, uscendo in entrambe le occasioni al primo turno: a eliminarla sono state rispettivamente la tedesca Sabine Lisicki e la russa Dar'ja Kasatkina.
All'Open di Francia 2017, dopo esser stata ripescata come lucky loser, coglie i primi due successi a livello Slam della sua carriera, grazie alle vittorie su Lara Arruabarrena e la numero sette del mondo Dominika Cibulková. Tale risultato le permise di entrare tra le prime cento al mondo nel successivo mese di luglio. Torna a vincere una partita nel tabellone principale di uno Slam allo US Open dello stesso anno, ottenuta ai danni della wild-card locale Brienne Minor.

### 2018-2019: prima finale WTA Premier
Nel 2018 a Pechino ottiene la prima vittoria prestigiosa della sua carriera: al primo turno del torneo cinese batte la numero uno del mondo Simona Halep, che si ritira per infortunio dopo aver perso il primo set per 6-1. Qualche settimana più tardi raggiunge, partendo dalle qualificazioni, la sua prima finale WTA in carriera nel Premier di Mosca, la Kremlin Cup, ma senza riuscire a vincere il titolo, venendo rimontata dalla padrona di casa Dar'ja Kasatkina con il punteggio di 6-2 6(3)–7 4-6, nonostante, la tunisina fosse stata avanti per 6-2 4-1. Nel corso del torneo supera in ordine: Ekaterina Makarova per 6-1 6-2; Sloane Stephens, precedentemente numero tre del mondo, per 6-3 6-2; Anett Kontaveit per 7-5 6-1 e Anastasija Sevastova per 6-3 3-6 6-3. Grazie ai punti ottenuti, sale di trentotto posizioni in classifica piazzandosi 63ª, all'epoca best ranking.
Ons comincia l'annata da numero 60 del ranking WTA a Shenzhen, dove batte la settima testa di serie Zhang Shuai, prima di perdere da Wang Yafan in tre set. Anche a Hobart raggiunge il secondo turno, perdendo dalla futura campionessa Sofia Kenin; delude invece a Melbourne, dove si ferma al primo ostacolo, l'ungherese Tímea Babos. Tra Doha e Dubai raccoglie solo un successo negli Emirati, torneo in cui si impone su Donna Vekić. Nel mese di marzo ottiene due sconfitte premature sia a Indian Wells che a Miami. Comincia la stagione su terra a Roma, dove non riesce a qualificarsi perché eliminata da Tamara Zidanšek. Partecipa poi al Roland Garros, dove raccoglie la miseria di tre giochi contro Petra Martić.

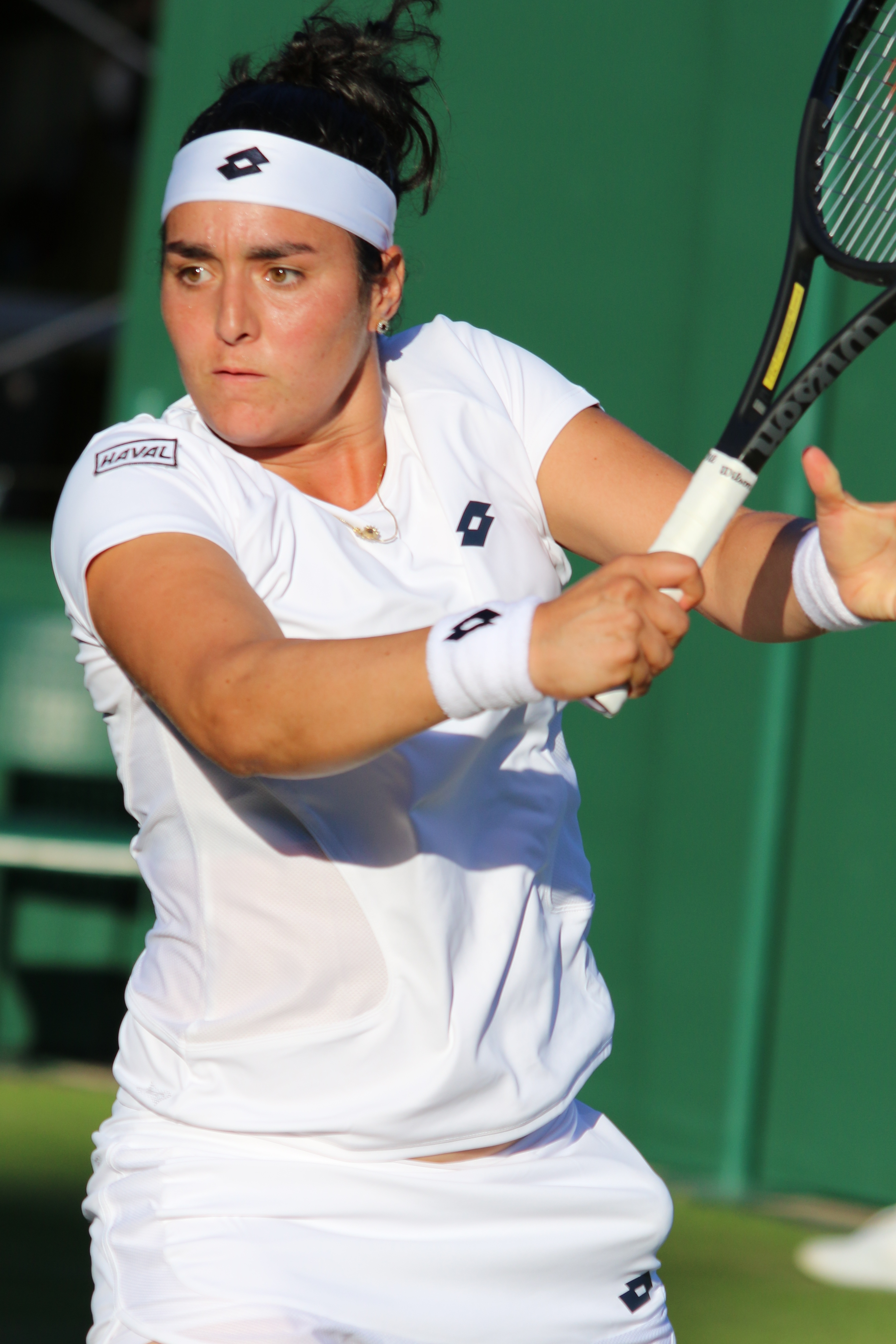
Ons Jabeur in azione a Wimbledon 2018

Si apre a 's-Hertogenbosch la stagione sull'erba per la tunisina: sconfitta contro la russa Kudermetova in due parziali. A Maiorca è costretta al ritiro contro Kenin nel match di secondo turno. La settimana successiva la Jabeur partecipa al torneo di Eastbourne: supera in rimonta sia Rodina (1-6 7-6 7-5) che Minella (2-6 6-2 6-1), mentre al terzo turno si impone sulla padrona di casa Johanna Konta (6-3 6-2). Ai quarti batte la francese Alizé Cornet in tre set, cogliendo la seconda semifinale Premier della sua carriera. Tuttavia, prima del match contro Angelique Kerber è costretta a ritirarsi a causa di un problema alla caviglia, già manifestatosi nel match di quarti. A Wimbledon è sfortunata nel sorteggio, in quanto pesca subito la due volte vincitrice del torneo Petra Kvitová, che le lascia sei giochi.
Nello swing sul cemento nordamericano, Jabeur raggiunge come miglior risultato il terzo turno agli US Open, dove elimina Caroline Garcia e Aljaksandra Sasnovič e arrendendosi solo a Karolína Plíšková. Sul cemento cinese, Ons centra un secondo turno a Wuhan partendo dalle qualificazioni, due sconfitte all'esordio ma anche una semifinale a Tianjin, battuta da Rebecca Peterson.
Chiude la stagione a Mosca, torneo che l'aveva vista raggiungere la finale l'anno precedente: Jabeur delude le aspettative e perde subito con un periodico 6-3 dalla russa Veronika Kudermetova. Questa sconfitta fa precipitare la tunisina nel ranking al numero 77.

### 2020: quarti di finale Slam a Melbourne, ottavi a Parigi e a ridosso della top 30
Inizia l'anno al numero 81 del mondo. Il primo torneo giocato da Ons è quello di Shenzhen, dove perde contro Qiang Wang in due set. Prende parte all'international di Hobart, dove, dopo aver superato le qualificazioni, centra la prima vittoria annuale in un main draw WTA ai danni di Anna Blinkova (6-4 6-1), prima di essere sconfitta dalla spagnola Garbiñe Muguruza per 6-3 3-6 6(4)–7. Si presenta poi all'Australian Open, dove sconfigge la testa di serie numero 12 Johanna Konta per 6-4 6-2, rimonta un set di svantaggio a Caroline Garcia, supera Caroline Wozniacki (7-5 3-6 7-5) e si prende la rivincita su Qiang Wang (che qualche settimana prima aveva lasciato tre giochi alla Jabeur). Ons diviene così la prima giocatrice araba a raggiungere i quarti di finale in un torneo dello Slam; qui affronta la futura campionessa Sofia Kenin, cedendo in 2 set (6-4 6-4).
A Dubai elimina al primo turno Alison Riske in tre set, prima di cedere a Simona Halep in tre set (vedendosi annullare anche un match point). A Doha fa di meglio, raggiungendo i quarti di finale: batte in due set Kateřina Siniaková e Jennifer Brady, sconfigge Karolína Plíšková in tre set ma poi perde contro Petra Kvitová.
Ritorna in campo il 10 agosto dopo lo stop causato dalla pandemia di COVID-19, che aveva bloccato le competizioni tennistiche dal 9 marzo al 3 agosto precedente. Disputa il nuovo torneo di Lexington, il Top Seed Open, dove si impone su Caty McNally e rimonta Vol'ha Havarcova, prima di cedere alla giovane Cori Gauff. Successivamente raggiunge un altro quarto di finale, a Cincinnati. Grazie alle vittorie su: Leylah Annie Fernandez per 0-6 6-4 6-3, Madison Keys (campionessa uscente) per 6-4 6-1 e Christina McHale per 6-3 6-0, si avvicina alla top 30, fermandosi al 31º posto. Tuttavia, viene fermata dalla futura campionessa Viktoryja Azaranka con lo score 6(9)–7 2-6.
Allo US Open 2020, Jabeur giunge fino al terzo turno, imponendosi su Katarzyna Kawa e Kaia Kanepi e venendo poi sconfitta nuovamente in uno Slam da Sofia Kenin. Chiude la stagione con la partecipazione all'Open di Francia 2020, dove estromette, nell'ordine: Zarina Dijas in rimonta 4-6 6-3 6-1, Nao Hibino 7–6(4) 6-4 e l'ottava testa di serie Aryna Sabalenka 7–6(7) 2-6 6-3, accedendo per la prima volta agli ottavi di finale, prima tennista araba a riuscirci. La sua corsa si arresta proprio al quarto turno, dove viene sconfitta da Danielle Collins per 6-4 4-6 6-4.

### 2021: primo titolo WTA in carriera, quarti a Wimbledon, semifinale a Indian Wells e top 10
Jabeur apre la nuova stagione con la partecipazione al torneo WTA 500 di Abu Dhabi, dove riesce a imporsi su Anastasija Pavljučenkova in un match rocambolesco vinto per 7–6(3) 6-3. Successivamente, si impone in rimonta su Kateryna Bondarenko con lo score 5-7 6-3 6-2. Il suo torneo si interrompe agli ottavi, battuta da Aryna Sabalenka in due set. Agli Australian Open parte come 27ª testa di serie: al primo turno, elimina Andrea Petković (6-3 3-6 6-4), al secondo si impone su Anna Karolína Schmiedlová per 6-3 6-2, mentre al terzo turno si arrende alla futura campionessa del torneo Naomi Ōsaka in due set (3-6 2-6).
Dopo un paio di sconfitte premature nei tornei di Doha e Dubai, si spinge fino agli ottavi del WTA 1000 di Miami sconfiggendo in due match molto tirati Paula Badosa e soprattutto l'allora numero 4 del mondo Sofia Kenin. Viene poi estromessa dal torneo dalla spagnola Sara Sorribes Tormo con il punteggio di 4-6 6-0 1-6. Ottiene ottimi risultati anche sulla terra verde di Charleston. Al Volvo Car Open, di categoria 500, si spinge fino alla semifinale, dove viene sconfitta da Danka Kovinić. Si prende la rivincita sulla montenegrina al successivo MUSC Health Women's Open, giocato sugli stessi campi, dove raggiunge la finale perdendo tredici giochi in quattro match disputati. Nonostante la sconfitta in finale per mano di Astra Sharma, con il punteggio di 6–2, 5–7, 1–6, riesce ad entrare per la prima volta tra le prime 25 del ranking mondiale. La tunisina gioca in seguito a Madrid, dove è costretta al ritiro nel match di terzo turno contro Belinda Bencic dopo aver perso il primo set. Al Roland Garros, Ons riesce a raggiungere gli ottavi di finale da 25ª testa di serie, battendo Julija Putinceva (7-5 6-2), prendendosi una rivincita su Sharma (6-2 6-4) ed estromettendo Magda Linette (3-6 6-0 6-1). Agli ottavi affronta Cori Gauff: Jabeur esce di scena con una sconfitta in due set (3-6 1-6).

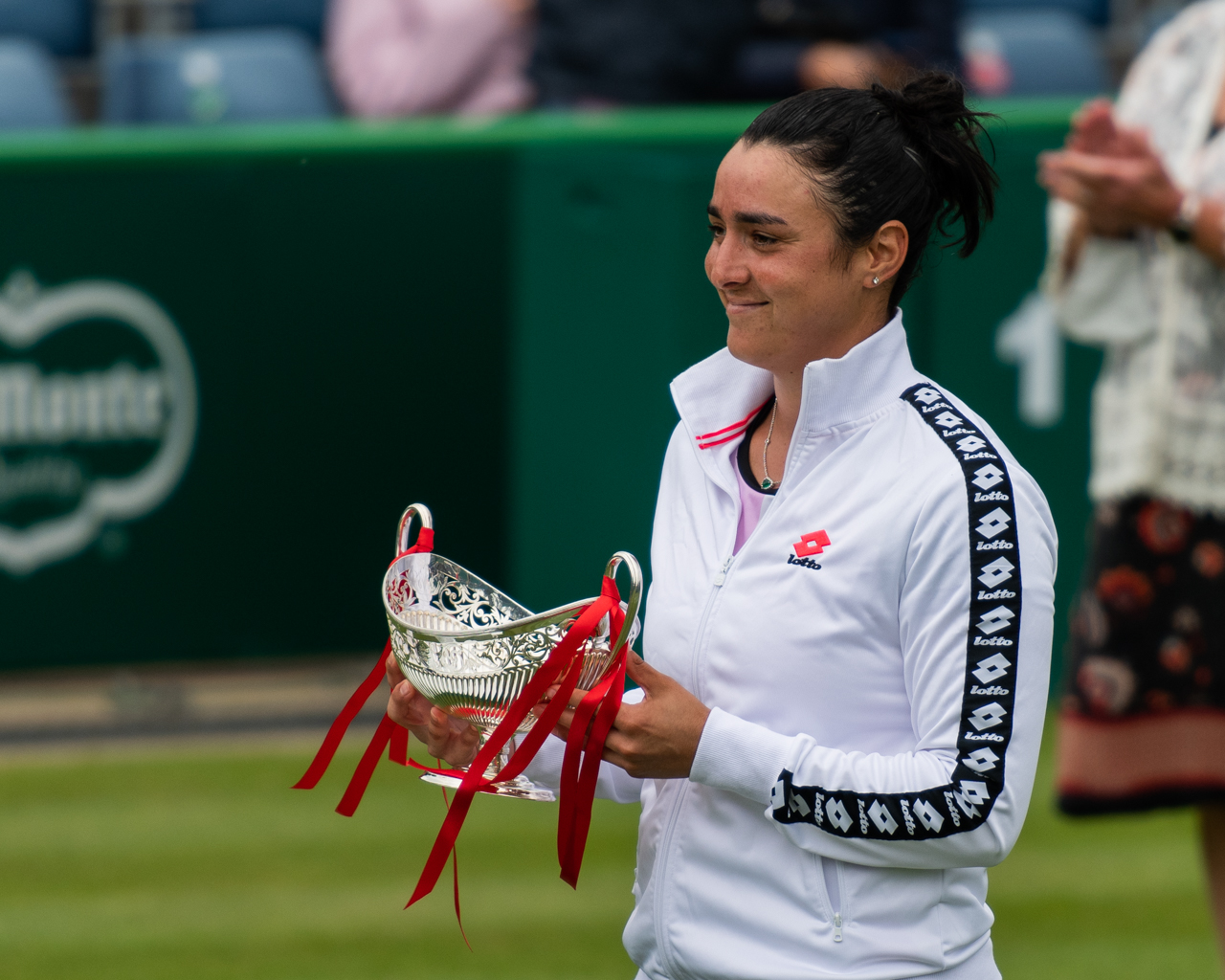
Ons Jabeur con il trofeo vinto a Birmingham 2021, suo primo titolo in carriera

A Birmingham, la tunisina dà avvio alla stagione su erba: da seconda testa di serie, approda in finale, battendo nettamente Caty McNally (6-4 6-2), Anastasija Potapova (6-4 6-0) e Heather Watson (6-3 6-3) e perdendo un set solo al secondo turno contro Leylah Fernandez (6-4 3-6 7-6(3)). Nell'ultimo atto, trova la 4ª testa di serie, la russa Kasatkina: Jabeur si impone per 7-5 6-4, conquistando il suo primo titolo WTA in carriera e vendicando la sconfitta subita nella finale di Mosca di tre anni prima. Ons diviene la prima tennista araba (nonché tunisina) ad aggiudicarsi un titolo nel circuito maggiore. La settimana successiva, si presenta a Eastbourne: all'esordio, batte Markéta Vondroušová per 6-3 7-6(4) mentre, al secondo turno, cede in tre set alla futura vincitrice Jeļena Ostapenko. Segue poi il torneo di Wimbledon, dove Ons si sbarazza, nell'ordine, di: Rebecca Peterson (6-2 6-1), Venus Williams (7-5 6-0) e Garbiñe Muguruza (in rimonta, 5-7 6-3 6-2), approdando per la prima volta agli ottavi di finale del torneo. Qui incontra la numero nove del mondo Iga Świątek, vincendo in rimonta per 5-7 6-1 6-1, centrando i primi quarti di finale nel torneo londinese. Ons diventa la prima tunisina a raggiungere le ultime otto ai Championships, sia in ambito maschile che in quello femminile. Qui incrocia la racchetta con la numero quattro del mondo e due del seeding Aryna Sabalenka, che la sconfigge per 6-4 6-3.
Deluse le aspettative ai Giochi olimpici di Tokyo, in cui esce di scena all'esordio, ritorna in campo alla Rogers Cup sconfiggendo, in ordine, Clara Burel (6-1 6-3), Dar'ja Kasatkina (2-6 6-3 6-4) e la tennista di casa Bianca Andreescu (6(5)-7 6-4 6-1). Nei quarti viene tuttavia sorpresa da Jessica Pegula per 6-1 6(4)–7 0-6. Alla fine del torneo migliora la sua posizione in classifica, giungendo fino al ventesimo posto del ranking mondiale, salvo poi scivolare di un posto, alla ventunesima posizione. A Cincinnati, la tunisina elimina Anett Kontaveit (6-2 4-6 7-5) e poi riesce a battere la quarta top 10 dell'anno, Iga Świątek (già sconfitta a Wimbledon) con lo score di 6-3 6-3; agli ottavi viene fermata da Petra Kvitová. Agli US Open, estromette Alizé Cornet (7-5 7-5) e poi sconfigge nettamente Camila Osorio per 6-0 6-1, approdando al terzo turno dello Slam americano per il terzo anno consecutivo. Qui incrocia Elise Mertens, che ha la meglio per 6-3 7-5. Nonostante l'eliminazione si ritrova a fine torneo, per i maggiori punteggi stornati da altre tenniste, al 18º posto del ranking, sua miglior posizione.
Raggiunge la terza finale stagionale a Chicago, nuovo torneo WTA 500. Accreditata della sesta testa di serie, concede un game a Hsieh Su-wei, rimonta Jessica Pegula ed estromette la numero sei del mondo, Elina Svitolina, in due comodi parziali. In semifinale, sul punteggio di 6-4 3-2 in suo favore, usufruisce del ritiro di Elena Rybakina. Nell'ultimo atto affronta un'altra top 10, Garbiñe Muguruza, contro la quale si aggiudica il primo parziale e riesce a brekkarla nel secondo parziale, per poi venire travolta dalla spagnola che vince dieci giochi consecutivi e anche il torneo con lo score di 3-6 6-3 6-0. A fine torneo, Ons risulta essere la tennista con più vittorie nel 2021 nel circuito femminile (44, davanti ad Aryna Sabalenka) e perfeziona il suo miglior piazzamento issandosi alla 14ª posizione, eguagliando Younes El Aynaoui, miglior tennista arabo della storia.
Prende parte poi al torneo di Indian Wells, che si disputa eccezionalmente ad ottobre. Ricevuto il bye all'esordio, si sbarazza di Anastasija Sevastova (6-2 6(5)-7 6-3) e Danielle Collins (6-1 6-3). Concede appena quattro giochi ad Anna Kalinskaja, accedendo ai quarti di finale; grazie a questa vittoria, entra per la prima volta nella top 10, diventando la prima tennista africana a riuscire in tale impresa, sia a livello maschile che femminile. Nella circostanza, è opposta ad Anett Kontaveit: Ons si impone sull'estone per 7-5 6-3, cogliendo la prima semifinale in carriera in un WTA 1000. Nel penultimo atto, la tunisina si arrende alla futura vincitrice del torneo Paula Badosa, che la sconfigge con un doppio 3-6. In piena corsa per raggiungere le WTA Finals, cerca punti utili alla Kremlin Cup, dove è la quinta testa di serie: tuttavia, nel corso del match di primo turno contro Ekaterina Aleksandrova, è costretta al ritiro ad inizio secondo set. Grazie al grande finale di stagione, Kontaveit supera Ons nella race al 9º posto (l'ultimo utile dopo la cancellazione dal torneo di Barty) e impedisce alla tunisina di partecipare alle WTA Finals di Guadalajara. Jabeur chiude la sua miglior stagione da numero dieci del mondo, facendo segnalare la settima posizione come best ranking raggiunta nel mese di novembre.

### 2022, l'anno migliore: primo titolo WTA 1000, finale a Wimbledon e allo US Open e numero due al mondo
Ons inizia l'anno a Sydney, dove trova i quarti battendo Astra Sharma (6-1 6-3) e Petra Kvitová (6-4 6-4). Tra le ultime otto, si ritira contro Anett Kontaveit (sul 4-6) per un dolore alla schiena. Sempre per problemi alla schiena, la tunisina è costretta a dare forfait all'Australian Open. Torna in campo a Dubai, dove elimina Vera Zvonarëva (6-2 2-6 7-5) e poi Jessica Pegula (6-3 6-1). Nel suo secondo quarto stagionale, viene fermata da Simona Halep con lo score di 4-6 3-6. Anche a Doha raggiunge i quarti di finale, estromettendo Aljaksandra Sasnovič (1-6 7-5 6-3) e Tereza Martincová (6-1 3-6 6-3). Tra le ultime otto, viene battuta da Anett Kontaveit, col punteggio di 4-6 1-6. Delude le aspettative a Indian Wells, dove cede all'esordio a Dar'ja Saville per 5-7 7-6(0) 4-6. A Miami, dopo il bye, elimina Magda Linette (7-6(1) 6-2) e Kaia Kanepi (6-3 6-0); agli ottavi, si arrende a Danielle Collins, con lo score di 2-6 4-6.
Inaugura la stagione su terra a Charleston: qui batte con lo stesso punteggio Emma Navarro e Irina-Camelia Begu (6-3 6-2), approdando ai quarti, dove lascia cinque giochi anche a Anhelina Kalinina. In semifinale, si impone in rimonta su Amanda Anisimova (2-6 6-1 6-4), approdando alla sua quinta finale WTA, la terza in carriera in un 500. Nella circostanza, Jabeur perde da Belinda Bencic, con il punteggio di 1-6 7-5 4-6, rimandando l'appuntamento con la vittoria del secondo titolo nel circuito maggiore. A Stoccarda raggiunge i quarti di finale da settima testa di serie, eliminando Markéta Vondroušová (4-6 6-2 6-3) e Dar'ja Kasatkina (6-3 6-3); tra le ultime otto, si arrende a Paula Badosa per 6(9)-7 6-1 3-6. L'ottimo periodo di forma continua a Madrid dove si spinge fino alla conquista del titolo più prestigioso della sua carriera, grazie alle vittorie su Jasmine Paolini (7–6(9) 6-1), Varvara Gračëva (7-5 0-6 6-4) e prendendosi le rivincite su Belinda Bencic (6-2 3-6 6-2) e Simona Halep (6-3 6-2) rispettivamente agli ottavi e ai quarti. In semifinale, la tunisina estromette per 6-2 6-3 la qualificata Ekaterina Aleksandrova. Alla sua sesta finale nel circuito maggiore, ha la meglio contro la dodicesima testa di serie Jessica Pegula in un match rocambolesco conclusosi per 7-5, 0-6, 6-2. Così facendo, Jabeur si assicura il secondo titolo in carriera e primo sul rosso e sale fino alla seconda posizione della Race alle Finals, alle spalle di Iga Świątek.
La settimana seguente, a Roma, Jabeur centra la terza finale della stagione: da nona testa di serie, giunge ai quarti senza perdere set, eliminando Sorana Cîrstea, Ajla Tomljanović e Julija Putinceva; tra le ultime otto, si rende autrice di una clamorosa rimonta ai danni della quarta testa di serie Maria Sakkarī, che conduceva per 6-1, 5-2 e 30-0: da quel momento in poi, Ons inanella un parziale di undici giochi a uno e la chiude per 1-6 7-5 6-1. In semifinale, opposta a Dar'ja Kasatkina, vince nuovamente al set decisivo per 6-4, 1-6, 7-5 dopo aver annullato un match point sul 5-4 in favore della russa. Nell'ultimo atto incrocia la racchetta con la numero uno del mondo e campionessa in carica Iga Świątek, da cui perde con un doppio 6-2. Al termine del torneo perfeziona il suo best ranking alla 6ª posizione mondiale, a poco più di cento punti dalla top 5. Nonostante i recenti successi ottenuti, a Parigi, suo primo Slam stagionale, delude le aspettative venendo eliminata al primo turno in rimonta dalla polacca Magda Linette. Ciononostante, al termine del torneo si piazza ufficialmente tra le prime cinque del mondo al quarto posto.
Inaugura la stagione su erba nel migliore dei modi, vincendo il torneo 500 di Berlino, grazie alle vittorie su: Karolína Muchová (6-3 6-3), Alycia Parks (6-2 7–6(8)), Aljaksandra Sasnovič (6(3)–7 6-2 6-2) e Coco Gauff (7–6(4) 6-2), recuperando uno svantaggio di 0-3 nel primo set. Chiamata ad affrontare Belinda Bencic riproposizione della finale di Charleston, usufruisce del ritiro dell'elvetica a causa di un infortunio sul punteggio di 6-3, 2-1 in favore di Jabeur. Grazie a questo successo, raggiunge la posizione numero 3 della classifica mondiale. La settimana successiva disputa esclusivamente il torneo di doppio a Eastbourne insieme alla rientrante Serena Williams: la coppia dà forfait prima di giocare il match di semifinale, a causa di un infortunio al ginocchio destro subìto dalla tunisina. Al termine del torneo, per via dei punti della finale dell'anno precedente non difesi dalla Kontaveit, Jabeur perfeziona ulteriormente il suo best ranking varcando la soglia delle prime tre al mondo, precisamente alla 2ª posizione.

#### Storiche finali a Wimbledon e allo US Open
Approdata a Wimbledon, Ons viene accreditata della terza testa di serie: si impone agevolmente su Mirjam Björklund (6-1 6-3), Katarzyna Kawa (6-4 6-0) e Diane Parry (6-2 6-3), per poi avere la meglio sulla 24ª testa di serie Elise Mertens per 7-6(9) 6-4 dopo aver salvato set point nel primo. Raggiunti per il secondo anno consecutivo i quarti di finale nel torneo londinese, la tunisina rimonta la ceca Marie Bouzková per 3-6, 6-1, 6-1 centrando in tal modo la prima semifinale Slam della sua carriera. Nella circostanza è opposta alla sorpresa del torneo, la trentaquattrenne tedesca Tatjana Maria, sulla quale si impone per 6-2 3-6 6-1, conquistando la prima e storica finale Slam della carriera. Nel match valevole la vittoria del titolo, tuttavia, Ons viene rimontata dalla diciassettesima testa di serie kazaka Elena Rybakina, che si aggiudica il match in tre set (6-3, 2-6, 2-6).
Riparte dal veloce nordamericano, dove tuttavia coglie due vittorie nei tre tornei preparatori allo US Open disputati: una a Stanford e l'altra a Cincinnati. Si rifà sui campi di Flushing Meadows, dove supera i primi due turni contro le statunitensi Madison Brengle ed Elizabeth Mandlik con il medesimo punteggio (7-5, 6-2), per poi rimontare l'ennesima giocatrice di casa, Shelby Rogers. Approdata alla seconda settimana dello Slam newyorkese per la prima volta in carriera, supera in due set sia la diciottesima testa di serie Veronika Kudermetova che l'australiana Ajla Tomljanović. In semifinale, si sbarazza piuttosto agevolmente della francese Caroline Garcia, in striscia positiva da 13 partite consecutive, a cui concede appena quattro giochi (6-1, 6-3). In finale, la seconda a livello Slam dopo Wimbledon, viene sconfitta dalla numero uno del mondo e due volte vincitrice Slam Iga Świątek (2-6 6(5)–7).
Successivamente, partecipa al torneo casalingo di Monastir, dove è la prima testa di serie: dopo due comodi successi su Ann Li e Evgenija Rodina, viene eliminata a sorpresa nei quarti da Claire Liu (3-6 6-4 4-6). Termina la stagione alle WTA Finals di Fort Worth, per cui viene inserita nel gruppo Nancy Richey: nel primo match, viene battuta da Aryna Sabalenka dopo due ore e mezza di battaglia (6-3 6(5)-7 5-7). Nel secondo incontro tiene vive le speranze di qualificazione sconfiggendo Jessica Pegula (1-6 6-3 6-3). Nell'ultimo match, cede il passo a Maria Sakkarī (2-6 3-6), chiudendo il girone al terzo posto e non accedendo alle semifinali. Conclude la propria stagione migliore da numero due del mondo.

### 2023: due titoli WTA, seconda finale a Wimbledon e uscita dalla top-5
La tunisina inizia il 2023 ad Adelaide dove, dopo il bye, si impone su Sorana Cîrstea (7-6(3) 6-1) e Marta Kostjuk (7-6(5) 7-5). In semifinale, si fa sorprendere dalla giovane qualificata Linda Nosková in tre set. All'Australian Open, dopo un successo sofferto contro Tamara Zidanšek, viene eliminata al secondo round da Markéta Vondroušová (1-6 7-5 1-6). Successivamente, a causa di un intervento chirurgico, salta la trasferta mediorientale. Di rientro a Indian Wells e Miami, coglie una sola vittoria nei due prestigiosi tornei nordamericani.
Ritrova la fiducia sui campi in terra verde del Credit One Charleston Open, torneo che la vede disputare la finale per il terzo anno consecutivo: nell'occasione, vendica la sconfitta subita l'anno precedente da Belinda Bencic, contro la quale si impone per 7-6(6) 6-4 aggiudicandosi dunque il quarto titolo in carriera e primo in quasi dieci mesi solari.
A Stoccarda giunge in semifinale da terza testa di serie: nella circostanza, è costretta al ritiro contro la numero uno del mondo Iga Świątek dopo soli tre giochi, a causa di un infortunio al polpaccio sinistro. Torna in campo a Roma, dove rimedia una sconfitta all'esordio contro Paula Badosa. A causa dell'uscita prematura dal torneo italiano (dove difendeva la finale), scende in 7ª posizione nel ranking. Si presenta dunque al Roland Garros, unico torneo Slam in cui la tunisina non aveva ancora raggiunto i quarti di finale. Da 7ª testa di serie, Jabeur supera agevolmente Lucia Bronzetti (6-4 6-1) e Océane Dodin (6-2 6-3); al terzo turno perde il primo set contro la serba Olga Danilović, per poi chiudere in rimonta al terzo (4-6 6-4 6-2). Negli ottavi si impone su Bernarda Pera con il punteggio di 6-3 6-1, cogliendo così i suoi primi quarti di finale nel major parigino. La tunisina raggiunge così almeno le ultime otto in tutte e quattro le prove dello Slam. Nella circostanza, Ons viene sconfitta dalla sorpresa del torneo Beatriz Haddad Maia, con il punteggio di 6-3 6(5)-7 1-6.
Sull'erba, dopo due uscite premature a Berlino e Eastbourne, partecipa al torneo di Wimbledon: la tunisina supera facilmente Magdalena Fręch (6-3 6-3) e Bai Zhuoxuan (6-1 6-1) mentre, al terzo round, elimina in rimonta Bianca Andreescu per 3-6 6-3 6-4. Agli ottavi, sconfigge agilmente l'ex bi-campionessa del torneo Petra Kvitová (6-0 6-3) per poi imporsi ai quarti su Elena Rybakina, nel rematch della finale del 2022, dopo un primo set molto combattuto (6-7(5) 6-4 6-1). In semifinale, Ons batte la numero due al mondo Aryna Sabalenka al termine di un match molto equilibrato (6-7(5) 6-4 6-3), tornando nell'ultimo atto dello slam londinese dopo un anno. Nella circostanza, affronta la sorpresa ceca Markéta Vondroušová: per il secondo anno consecutivo, Jabeur non riesce a conquistare il titolo, cedendo all'avversaria con il punteggio di 4-6 4-6.
Ons torna in campo a Cincinnati, dove esce di scena ai quarti di finale contro Aryna Sabalenka. Allo US Open, dove difende la finale del 2022, raggiunge a fatica gli ottavi di finale, sconfiggendo Osorio (7-5 7-6(4)), Nosková (7-6(7) 4-6 6-3) e Bouzková (5-7 7-6(5) 6-3). Nel match valevole per i quarti, la tunisina racimola solo sei giochi contro la numero 23 del seeding Qinwen Zheng (2-6 4-6). A causa di tale risultato, la tunisina scende al 7º posto del ranking WTA. Nel 1000 di Guadalajara Ons esce di scena negli ottavi di finale contro Martina Trevisan. Inaugura la trasferta asiatica con la finale al Ningbo, raggiunta da prima testa di serie: nell'ultimo atto lascia tre giochi alla russa Diana Šnaider (6-2 6-1), conquistando il quinto titolo WTA della carriera, il primo sul cemento. Dopo il successo di Ningbo, non figura bene nel 1000 di Pechino, dove perde al secondo turno dall'ucraina Kostjuk. A Zhengzhou, dopo un successo su Bronzetti, si ritira prima di scendere in campo contro Dar'ja Kasatkina.
Grazie all'ottima stagione disputata, Ons si qualifica per il secondo anno di fila alle WTA Finals. Nel suo match d'esordio nel gruppo "Chetumal", viene nettamente sconfitta dalla recente vincitrice dello US Open Coco Gauff, che le concede soltanto un game. Nel secondo tie, si prende la rivincita su colei che l'aveva sconfitta nella finale di Wimbledon, Markéta Vondroušová, con lo score di 6-4 6-3. Nel match decisivo per l'accesso alla semifiale, viene battuta dalla futura campionessa Iga Świątek per 1-6 2-6, chiudendo terza nel girone e risultando così eliminata.
Termina l'anno al n°6 del mondo.

### 2024: quarti a Madrid e al Roland Garros,
Inizia la stagione all'Australian Open: dopo un comodo successo sulla qualificata Starodubceva, viene sconfitta nettamente al secondo round dalla giovane Mirra Andreeva, che le concede solo due game.
Successivamente, va incontro a un periodo di scarsi risultati, raccogliendo solo una vittoria tra Abu Dhabi, Doha, Indian Wells e Miami.
Su terra partecipa al torneo di Charleston, dove difende il titolo del 2023: dopo il bye, cede alla futura campionessa Danielle Collins (3-6 6-1 3-6). A Stoccarda, dopo un successo su Aleksandrova, viene eliminata da Jasmine Paolini. Nel 1000 di Madrid Jabeur centra il primo risultato di rilievo della stagione: batte in tre set Schmiedlová e Fernandez, per poi lasciare quattro giochi a Ostapenko agli ottavi. Nel suo primo quarto di finale del 2024, si arrende a Madison Keys dopo aver vinto per 6-0 il primo set (6-0, 5-7, 1-6). Non va lontano a Roma, perdendo al primo incontro con Sofia Kenin. Al Roland Garros, giunge fino ai quarti, eliminando Vickery, Osorio, Fernandez e Tauson, prima di cedere alla numero 3 del seeding Coco Gauff (6-4 2-6 3-6).
Su erba, coglie i quarti di finale a Nottingham (perdendo da Plíšková) e a Berlino, dove è costretta al ritiro contro Gauff dopo aver ceduto il primo parziale al tie-break. A Wimbledon, dove è stata finalista negli ultimi due anni, la tunisina viene fermata al terzo turno da Elina Svitolina.

### 2025: inattività
Nel luglio annuncia di prendersi una pausa dall'attività tennistica, non specificandone la durata.

## Vita privata
Dal 2015 è sposata con Karim Kamoun, campione di fioretto, suo connazionale.

## Statistiche WTA

### Singolare

#### Vittorie (5)
| Legenda              |
| -------------------- |
| Grande Slam (0)      |
| Ori Olimpici (0)     |
| WTA Finals (0)       |
| WTA Elite Trophy (0) |
| Dal 2021             |
| WTA 1000 (1)         |
| WTA 500 (2)          |
| WTA 250 (2)          |

| N. | Data              | Torneo                         | Superficie  | Avversaria in finale | Punteggio     |
| 1. | 20 giugno 2021    | Birmingham Classic, Birmingham | Erba        | Dar'ja Kasatkina     | 7–5, 6–4      |
| 2. | 7 maggio 2022     | Madrid Open, Madrid            | Terra rossa | Jessica Pegula       | 7–5, 0–6, 6–2 |
| 3. | 19 giugno 2022    | German Open, Berlino           | Erba        | Belinda Bencic       | 6–3, 2–1 rit. |
| 4. | 9 aprile 2023     | Charleston Open, Charleston    | Terra verde | Belinda Bencic       | 7–6(6), 6–4   |
| 5. | 30 settembre 2023 | Ningbo Open, Ningbo            | Cemento     | Diana Šnajder        | 6–2, 6–1      |

#### Sconfitte (8)
| Legenda               | Legenda      |
| --------------------- | ------------ |
| Grande Slam (3)       |              |
| Argenti Olimpici (0)  |              |
| WTA Finals (0)        |              |
| WTA Elite Trophy (0)  |              |
| Dal 2009 al 2020      | Dal 2021     |
| Premier Mandatory (0) | WTA 1000 (1) |
| Premier 5 (0)         | WTA 1000 (1) |
| Premier (1)           | WTA 500 (2)  |
| International (0)     | WTA 250 (1)  |

| N. | Data              | Torneo                               | Superficie  | Avversaria in finale | Punteggio        |
| 1. | 20 ottobre 2018   | Kremlin Cup, Mosca                   | Cemento (i) | Dar'ja Kasatkina     | 6–2, 6(3)–7, 4–6 |
| 2. | 18 aprile 2021    | Charleston Open, Charleston          | Terra verde | Astra Sharma         | 6–2, 5–7, 1–6    |
| 3. | 3 ottobre 2021    | Chicago Fall Tennis Classic, Chicago | Cemento     | Garbiñe Muguruza     | 6–3, 3–6, 0–6    |
| 4. | 10 aprile 2022    | Charleston Open, Charleston          | Terra verde | Belinda Bencic       | 1–6, 7–5, 4–6    |
| 5. | 15 maggio 2022    | Internazionali d'Italia, Roma        | Terra rossa | Iga Świątek          | 2–6, 2–6         |
| 6. | 9 luglio 2022     | Torneo di Wimbledon, Londra          | Erba        | Elena Rybakina       | 6–3, 2–6, 2–6    |
| 7. | 10 settembre 2022 | US Open, New York                    | Cemento     | Iga Świątek          | 2–6, 6(5)–7      |
| 8. | 15 luglio 2023    | Torneo di Wimbledon, Londra (2)      | Erba        | Markéta Vondroušová  | 4–6, 4–6         |

### Doppio

#### Sconfitte (1)
| Legenda              |
| -------------------- |
| Grande Slam (0)      |
| Argenti Olimpici (0) |
| WTA Finals (0)       |
| WTA Elite Trophy (0) |
| Dal 2021             |
| WTA 1000 (0)         |
| WTA 500 (0)          |
| WTA 250 (1)          |

| N. | Data           | Torneo                         | Superficie | Compagna    | Avversarie in finale          | Punteggio        |
| 1. | 20 giugno 2021 | Birmingham Classic, Birmingham | Erba       | Ellen Perez | Marie Bouzková Lucie Hradecká | 4–6, 6–2, [8–10] |

## Statistiche ITF

### Singolare

#### Vittorie (11)
| Torneo $100.000 (1) |
| Torneo $80.000 (0)  |
| Torneo $75.000 (0)  |
| Torneo $60.000 (0)  |
| Torneo $50.000 (4)  |
| Torneo $25.000 (4)  |
| Torneo $15.000 (0)  |
| Torneo $10.000 (2)  |

| N.  | Data            | Torneo                                                   | Superficie  | Avversaria in finale | Score            |
| 1.  | 2 maggio 2010   | GD Tennis Cup, Antalya                                   | Cemento     | Sandra Zaniewska     | 2–1 rit.         |
| 2.  | 25 luglio 2010  | ITF Women's Circuit Casablanca, Casablanca               | Terra rossa | Anna Morgina         | 7–5, 6–3         |
| 3.  | 28 aprile 2013  | ITF Womens Tennis Club de Tunis, Tunisi                  | Terra rossa | Sara Sorribes Tormo  | 6–3, 6–2         |
| 4.  | 18 maggio 2013  | Fukuoka International Women's Cup, Fukuoka               | Erba        | An-Sophie Mestach    | 7–6(2), 6–2      |
| 5.  | 25 maggio 2013  | Kurume Best Amenity International Women's Tennis, Kurume | Erba        | An-Sophie Mestach    | 6–0, 6–2         |
| 6.  | 2 novembre 2013 | National Bank Challenger Saguenay, Saguenay              | Cemento (i) | Coco Vandeweghe      | 6(0)–7, 6–3, 6–3 |
| 7.  | 11 maggio 2014  | ITF Womens Tennis Club de Tunis, Tunisi                  | Terra rossa | Valerija Savinych    | 6–3, 7–6(4)      |
| 8.  | 17 gennaio 2016 | Daytona Beach Open, Daytona Beach                        | Terra verde | Ol'ga Fridman        | 0–6, 6–2, 6–4    |
| 9.  | 31 gennaio 2016 | City Of Surprise Women's Open, Sunrise                   | Terra verde | Anna Tatišvili       | 3–6, 6–2, 6–1    |
| 10. | 8 maggio 2016   | ITF Womens Tennis Club de Tunis, Tunisi                  | Terra rossa | Romina Oprandi       | 1–6, 6–2, 6–2    |
| 11. | 17 giugno 2018  | Manchester Trophy, Manchester                            | Erba        | Sara Sorribes Tormo  | 6–2, 6–1         |

#### Sconfitte (4)
| Torneo $100.000 (0) |
| Torneo $80.000 (0)  |
| Torneo $75.000 (0)  |
| Torneo $60.000 (0)  |
| Torneo $50.000 (1)  |
| Torneo $25.000 (2)  |
| Torneo $15.000 (0)  |
| Torneo $10.000 (1)  |

| N. | Data            | Torneo                                                   | Superficie  | Avversaria in finale | Score         |
| 1. | 3 ottobre 2009  | ITF Women's Circuit Monastir, Monastir                   | Terra rossa | Elise Tamaëla        | 2–6, 2–6      |
| 2. | 28 aprile 2012  | ITF Womens Tennis Club de Tunis, Tunisi                  | Terra rossa | Sandra Zaniewska     | 4–6, 6–4, 2–6 |
| 3. | 10 agosto 2014  | Koser Jewelers Pro Circuit Tennis Challenge, Landisville | Cemento     | Paula Kania          | 7–5, 3–6, 4–6 |
| 4. | 2 novembre 2014 | Open GDF SUEZ Nantes Atlantique, Nantes                  | Cemento (i) | Kateřina Siniaková   | 5–7, 2–6      |

### Doppio

#### Vittorie (1)
| Torneo $100.000 (0) |
| Torneo $80.000 (0)  |
| Torneo $75.000 (0)  |
| Torneo $60.000 (0)  |
| Torneo $50.000 (0)  |
| Torneo $25.000 (0)  |
| Torneo $15.000 (0)  |
| Torneo $10.000 (1)  |

| N. | Data           | Torneo                                     | Superficie  | Partner           | Rivali in finale           | Risultato |
| 1. | 25 luglio 2010 | ITF Women's Circuit Casablanca, Casablanca | Terra rossa | Katarína Baranová | Galina Fokina Anna Morgina | 6–3, 6–3  |

#### Sconfitte (1)
| Torneo $100.000 (0) |
| Torneo $80.000 (0)  |
| Torneo $75.000 (0)  |
| Torneo $60.000 (0)  |
| Torneo $50.000 (0)  |
| Torneo $25.000 (0)  |
| Torneo $15.000 (0)  |
| Torneo $10.000 (1)  |

| N. | Data           | Torneo                                 | Superficie  | Partner    | Rivali in finale             | Risultato        |
| 1. | 3 ottobre 2009 | ITF Women's Circuit Monastir, Monastir | Terra rossa | Nour Abbès | Elise Tamaëla Nicole Thyssen | 1–6, 7–5, [4–10] |

## Grand Slam Junior

### Singolare

#### Vittorie (1)
| Tornei del Grande Slam  |
| ----------------------- |
| Australian Open (0)     |
| Open di Francia (1)     |
| Torneo di Wimbledon (0) |
| US Open (0)             |

| N. | Data          | Torneo                  | Superficie  | Avversaria in finale | Punteggio   |
| 1. | 4 giugno 2011 | Open di Francia, Parigi | Terra rossa | Mónica Puig          | 7–6(8), 6–1 |

#### Sconfitte (1)
| Tornei del Grande Slam  |
| ----------------------- |
| Australian Open (0)     |
| Open di Francia (1)     |
| Torneo di Wimbledon (0) |
| US Open (0)             |

| N. | Data          | Torneo                  | Superficie  | Avversaria in finale | Punteggio |
| 1. | 5 giugno 2010 | Open di Francia, Parigi | Terra rossa | Elina Svitolina      | 2–6, 5–7  |

## Risultati in progressione
| Sigla | Risultato               |
| ----- | ----------------------- |
| V     | Vincitore               |
| F     | Finalista               |
| SF    | Semifinalista           |
| O     | Oro olimpico            |
| A     | Argento olimpico        |
| SF    | Bronzo olimpico         |
| QF    | Quarti di Finale        |
| 4T    | Quarto turno            |
| 3T    | Terzo turno             |
| 2T    | Secondo turno           |
| 1T    | Primo turno             |
| RR    | Round Robin             |
| LQ    | Turno di qualificazione |
| A     | Assente                 |
| ND    | Non disputato           |

| Legenda superfici    |
| -------------------- |
| Cemento              |
| Terra battuta        |
| Erba                 |
| Superficie variabile |

### Singolare
Aggiornato a fine torneo di Wimbledon 2023 
| Tornei del Grande Slam |                 |                 |                 |                 |                 |                 |                 |                 |               |               |               |               |             |             |
| Australian Open        | Assente         | Assente         | Assente         | 1T              | A               | Q3              | 1T              | 1T              | QF            | 3T            | A             | 2T            | 0 / 6       | 7–6         |
| Open di Francia        | Q2              | A               | Q1              | Q2              | A               | 3T              | Q2              | 1T              | 4T            | 4T            | 1T            | QF            | 0 / 6       | 12–6        |
| Wimbledon              | A               | Q1              | Q3              | A               | Q1              | 1T              | 2T              | 1T              | ND            | QF            | F             | F             | 0 / 6       | 17–6        |
| US Open                | A               | Q1              | 1T              | Q1              | Q1              | 2T              | 1T              | 3T              | 3T            | 3T            | F             |               | 0 / 7       | 13–7        |
| Vittorie–Sconfitte     | 0–0             | 0–0             | 0–1             | 0–1             | 0–0             | 3–3             | 1–3             | 2–4             | 9–3           | 11–4          | 12–3          | 11–3          | 0 / 25      | 49–25       |
| Giochi olimpici        |                 |                 |                 |                 |                 |                 |                 |                 |               |               |               |               |             |             |
| Giochi olimpici        | 1T              | Non disputati   | Non disputati   | Non disputati   | 1T              | Non disputati   | Non disputati   | Non disputati   | Non disputati | 1T            | Non disputati | Non disputati | 0 / 3       | 0–3         |
| Tornei di fine anno    |                 |                 |                 |                 |                 |                 |                 |                 |               |               |               |               |             |             |
| WTA Finals             | Non qualificata | Non qualificata | Non qualificata | Non qualificata | Non qualificata | Non qualificata | Non qualificata | Non qualificata | ND            | NQ            | RR            |               | 0 / 1       | 1–2         |
| WTA 1000               |                 |                 |                 |                 |                 |                 |                 |                 |               |               |               |               |             |             |
| Doha / Dubai           | 1T              | 1T              | Assente         | Assente         | Q1              | 2T              | 1T              | 2T              | QF            | 3T            | QF            | A             | 0 / 8       | 9–8         |
| Indian Wells           | Assente         | Assente         | Assente         | 2T              | Assente         | Assente         | Q1              | 1T              | ND            | SF            | 2T            | 3T            | 0 / 5       | 6–5         |
| Miami                  | Assente         | Assente         | Assente         | Q1              | Assente         | Assente         | Q1              | 2T              | ND            | 4T            | 4T            | 2T            | 0 / 4       | 5–4         |
| Madrid                 | Assente         | Assente         | Assente         | Assente         | Assente         | Assente         | Assente         | Assente         | ND            | 3T            | V             | A             | 1 / 2       | 8–1         |
| Roma                   | Assente         | Assente         | Assente         | Assente         | Assente         | Assente         | Assente         | Q2              | 1T            | A             | F             | 2T            | 0 / 3       | 5–3         |
| Montréal / Toronto     | Assente         | Assente         | Assente         | Assente         | Assente         | Assente         | Assente         | Q2              | ND            | QF            | 2T            |               | 0 / 2       | 3–2         |
| Cincinnati             | Assente         | Assente         | Assente         | Assente         | Assente         | Assente         | Assente         | 1T              | QF            | 3T            | 3T            |               | 0 / 4       | 6–4         |
| Tokyo / Wuhan          | Assente         | Assente         | Assente         | Assente         | Assente         | 1T              | A               | 2T              | Non disputato | Non disputato | Non disputato | Non disputato | 0 / 2       | 1–2         |
| Pechino                | Assente         | Assente         | Assente         | Assente         | Assente         | Q2              | 2T              | Q1              | Non disputato | Non disputato | Non disputato |               | 0 / 1       | 1–1         |
| Carriera               |                 |                 |                 |                 |                 |                 |                 |                 |               |               |               |               |             |             |
| Tornei giocati         | 2               | 3               | 7               | 5               | 3               | 11              | 12              | 19              | 10            | 19            | 18            | 11            | 121         | 121         |
| Titoli                 | 0               | 0               | 0               | 0               | 0               | 0               | 0               | 0               | 0             | 1             | 2             | 1             | 4           | 4           |
| Finali                 | 0               | 0               | 0               | 0               | 0               | 0               | 1               | 0               | 0             | 3             | 6             | 2             | 12          | 12          |
| Cemento V–S            | 0–1             | 3–3             | 1–5             | 1–5             | 0–1             | 5–7             | 6–9             | 10–14           | 18–9          | 25–13         | 19–12         | 4–4           | 0 / 75      | 91–83       |
| Terra V–S              | 0–0             | 0–0             | 1–2             | 0–0             | 0–2             | 4–2             | 2–2             | 0–1             | 3–2           | 13–4          | 17–4          | 11–3          | 2 / 24      | 51–22       |
| Erba V–S               | 0–1             | 0–0             | 0–0             | 0–0             | 0–0             | 0–2             | 1–1             | 5–3             | 0–0           | 10–2          | 11–1          | 7–3           | 2 / 16      | 34–13       |
| Totale V–S             | 0–2             | 3–3             | 2–7             | 1–5             | 0–3             | 9–11            | 9–12            | 15–18           | 21–11         | 48–19         | 47–17         | 22–10         | 4 / 121     | 177–118     |
| Vittorie %             | 0%              | 50%             | 22%             | 17%             | 0%              | 45%             | 43%             | 45%             | 66%           | 72%           | 73%           | 69%           | 60%         | 60%         |
| Ranking di fine anno   | 264             | 139             | 146             | 210             | 193             | 88              | 62              | 77              | 31            | 10            | 2             |               | $11.509.857 | $11.509.857 |

Note
1. ↑  I tornei WTA 1000 erano precedentemente suddivisi in Premier Mandatory (Indian Wells, Miami, Madrid e Pechino) e in Premier 5 (Doha/Dubai, Roma, Montréal/Toronto, Cincinnati e Tokyo/Wuhan) dal 2009 al 2020.
2. ↑  Il Dubai Tennis Championships e il Qatar Ladies Open di Doha si scambiarono frequentemente lo status tra evento Premier ed evento Premier 5 dal 2009 al 2020
3. ↑  Nel 2014 il Toray Pan Pacific Open ha cambiato lo status in evento Premier ed è stato sostituito dal Wuhan Open come evento Premier 5; successivamente dal 2021 diventa di categoria WTA 1000.

## Vittorie contro giocatrici top 10
| Stagione | 2017 | 2018 | 2019 | 2020 | 2021 | 2022 | 2023 | 2024 | 2025 | Totale |
| -------- | ---- | ---- | ---- | ---- | ---- | ---- | ---- | ---- | ---- | ------ |
| Vittorie | 1    | 2    | 0    | 1    | 5    | 2    | 5    | 1    | 2    | 19     |

| #    | Giocatrice          | Ranking | Evento                               | Superficie  | Turno | Punteggio        | OJR |
| ---- | ------------------- | ------- | ------------------------------------ | ----------- | ----- | ---------------- | --- |
| 2017 |                     |         |                                      |             |       |                  |     |
| 1.   | Dominika Cibulková  | 7       | Open di Francia, Parigi              | Terra rossa | 2T    | 6–4, 6–3         | 114 |
| 2018 |                     |         |                                      |             |       |                  |     |
| 2.   | Simona Halep        | 1       | China Open, Pechino                  | Cemento     | 1T    | 6–1, rit.        | 116 |
| 3.   | Sloane Stephens     | 8       | Kremlin Cup, Mosca                   | Cemento (i) | 2T    | 6–3, 6–2         | 101 |
| 2020 |                     |         |                                      |             |       |                  |     |
| 4.   | Karolína Plíšková   | 3       | Qatar Ladies Open, Doha              | Cemento     | 3T    | 6–4, 3–6, 6–3    | 44  |
| 2021 |                     |         |                                      |             |       |                  |     |
| 5.   | Sofia Kenin         | 4       | Miami Open, Miami Gardens            | Cemento     | 3T    | 6–4, 4–6, 6–4    | 30  |
| 6.   | Iga Świątek (1)     | 9       | Torneo di Wimbledon, Londra          | Erba        | 4T    | 5–7, 6–1, 6–1    | 24  |
| 7.   | Bianca Andreescu    | 8       | Canadian Open, Montréal              | Cemento     | 3T    | 6(5)-7, 6–4, 6–1 | 22  |
| 8.   | Iga Świątek (2)     | 7       | Cincinnati Open, Cincinnati          | Cemento     | 2T    | 6–3, 6–3         | 20  |
| 9.   | Elina Svitolina     | 6       | Chicago Fall Tennis Classic, Chicago | Cemento     | QF    | 6–4, 6–2         | 16  |
| 2022 |                     |         |                                      |             |       |                  |     |
| 10.  | Maria Sakkarī       | 4       | Internazionali d'Italia, Roma        | Terra rossa | QF    | 1–6, 7–5, 6–1    | 7   |
| 11.  | Jessica Pegula      | 3       | WTA Finals, Fort Worth               | Cemento (i) | RR    | 1–6, 6–3, 6–3    | 2   |
| 2023 |                     |         |                                      |             |       |                  |     |
| 12.  | Dar'ja Kasatkina    | 8       | Charleston Open, Charleston          | Terra verde | SF    | 7–5, 7-5         | 5   |
| 13.  | Petra Kvitová       | 9       | Torneo di Wimbledon, Londra          | Erba        | 4T    | 6-0, 6–3         | 6   |
| 14.  | Elena Rybakina      | 3       | Torneo di Wimbledon, Londra          | Erba        | QF    | 6(5)-7, 6-4, 6–1 | 6   |
| 15.  | Aryna Sabalenka     | 2       | Torneo di Wimbledon, Londra          | Erba        | SF    | 6(5)-7, 6-4, 6–3 | 6   |
| 16.  | Markéta Vondroušová | 6       | WTA Finals, Cancún                   | Cemento     | RR    | 6-4, 6-3         | 7   |
| 2024 |                     |         |                                      |             |       |                  |     |
| 17.  | Jeļena Ostapenko    | 10      | Madrid Open, Madrid                  | Terra rossa | 4T    | 6-0, 6-4         | 9   |
| 2025 |                     |         |                                      |             |       |                  |     |
| 18.  | Zheng Qinwen        | 8       | Qatar Ladies Open, Doha              | Cemento     | 2T    | 6-4, 6-2         | 35  |
| 19.  | Jasmine Paolini     | 5       | German Open, Berlino                 | Erba        | 2T    | 6-1, 6-3         | 61  |